# Maxus eTerron 9
Maxus eTerron 9 — электромобиль-пикап, выпускающийся с 2024 года подразделением Maxus компании SAIC.
Впервые автомобиль был представлен 17 сентября 2024 года на выставке IAA Transportation в Ганновере. Чуть позже было объявлено, что автомобиль поступит на европейский рынок.

## Описание
Буксировочная способность eTerron 9 составляет 3,5 тонны, а грузоподъёмность — 620 кг. Длина кузова составляет 1,7 м, а при опущенной задней двери — 2,4 м. Багажник открывается с помощью электропривода. Ёмкость багажного отсека составляет 236 дм3.

### Технические характеристики
Maxus eTerron 9 оснащён двумя электродвигателями (125 кВт (168 л. с.) спереди и 200 кВт (270 л. с.) сзади) суммарной мощностью 325 кВт (436 л. с.), каждый из которых питается от литий-железо-фосфатного аккумулятора ёмкостью 102 кВт·ч. От 20% до 80% автомобиль заряжается за 40 минут.

## Галерея

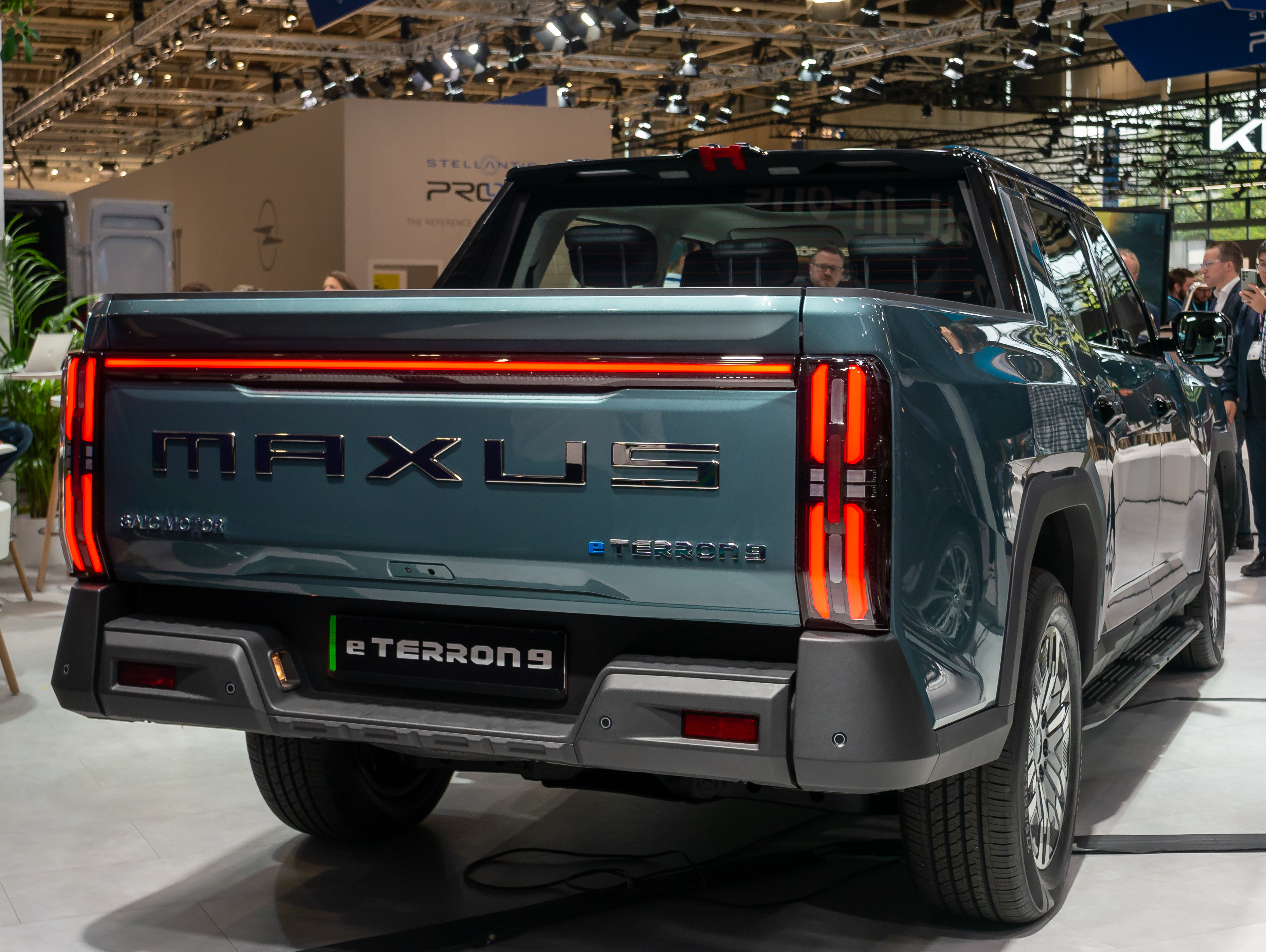
Вид сзади
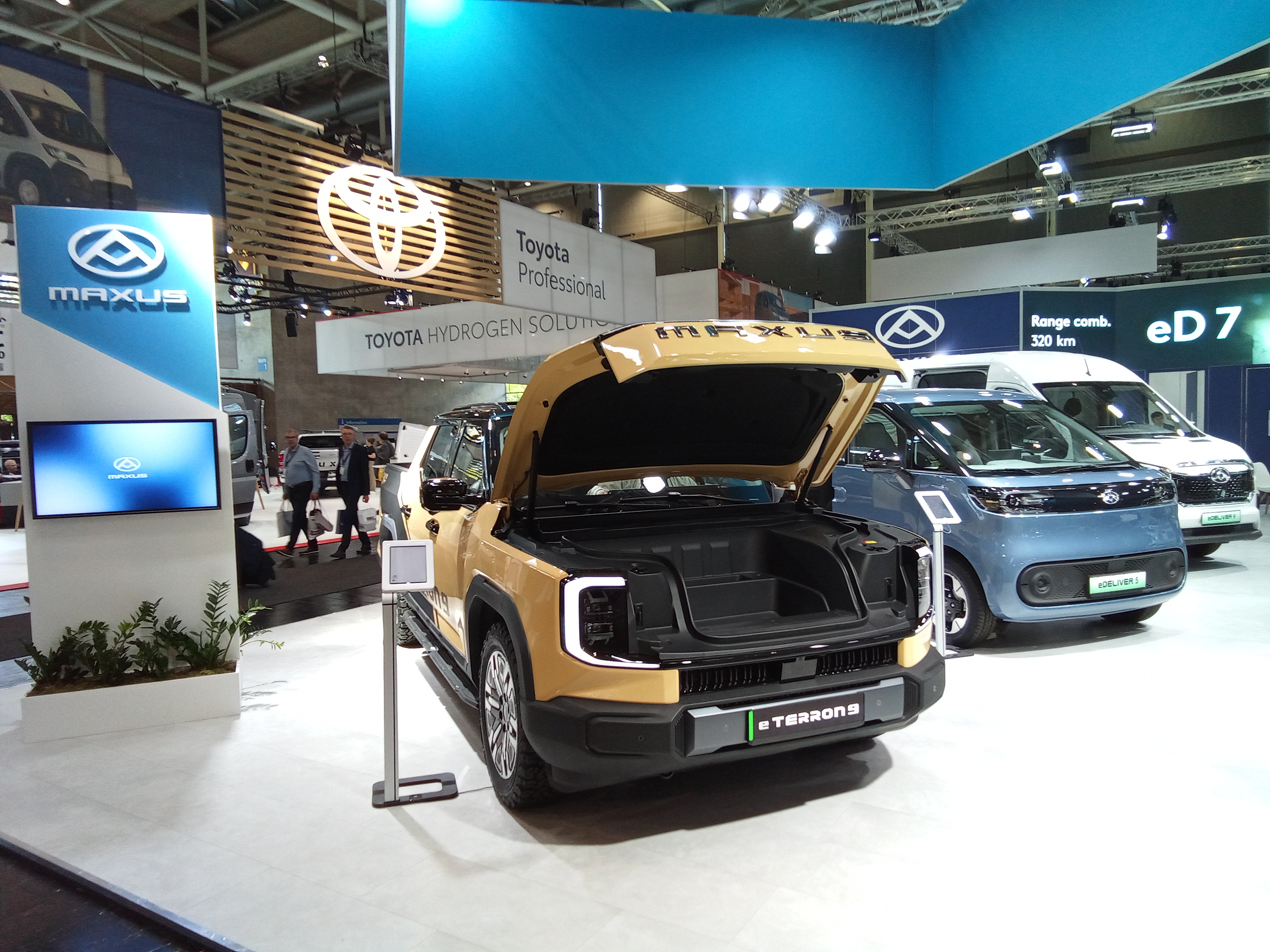
Передний багажник